# UN Zukunftspakt
Der UN Zukunftspakt (englisch Pact for the Future) ist ein Abkommen, dass von der Vollversammlung der Vereinten Nationen anlässlich des Zukunftsgipfels am 22./23. September 2024 verabschiedet worden ist. Der Pakt beinhaltet 56 Ziele, mit denen Prioritäten und Maßnahmen zur Bewältigung der aktuellen globalen Herausforderungen vereinbart werden. Das Dokument wurde unter der Führung von Deutschland und Namibia ausgehandelt.

## Inhalt
In der Präambel wird ausgeführt, dass wir uns in einer Zeit tiefgreifender globaler Veränderungen befinden. Wir sind zunehmend katastrophalen und existenziellen Risiken ausgesetzt, die vielfach eine Folge unseres eigenen Handelns sind. Wenn wir unseren Kurs nicht ändern, so steht es in der Präambel, bestehe die Gefahr, in eine Zukunft mit anhaltenden Krisen und Zusammenbrüchen zu laufen.
Weiterhin werden im Dokument die gleichgewichtigen drei Säulen der Vereinten Nationen bestätigt:
- Nachhaltige Entwicklung,
- Frieden und Sicherheit,
- Menschenrechte

und es wird die große Bedeutung der multilateralen Institutionen betont, insbesondere die der Vereinten Nationen. Diese Institutionen müssen gestärkt werden, um mit einer sich verändernden Welt Schritt zu halten. Der Zukunftspakt besteht aus fünf Teilen sowie zwei Anhängen:

### Teil 1: Nachhaltige Entwicklung und Entwicklungsfinanzierung
Die 2015 von der Generalversammlung der UN beschlossene Agenda 2030 wird nochmals bestätigt und es wird angemerkt, dass die Umsetzung der darin beschlossenen 17 Ziele (kurz „SDGs“ genannt) für eine sozial, wirtschaftlich und ökologisch nachhaltige Entwicklung beschleunigt werden muss. Besonders wichtig sind die Ziele zur Bekämpfung von Hunger und Armut. Um die genannten Ziele zu erreichen, muss ebenfalls deren Finanzierung, insbesondere in Entwicklungsländern, sichergestellt werden. Das multilaterale Handelssystem darf nicht eingeschränkt werden, es wird als Motor für nachhaltige Entwicklung bewertet. Das Übereinkommen von Paris, das die 1,5°-Begrenzung des globalen Temperaturanstiegs als Ziel beinhaltet, wird erneut bestätigt.

### Teil 2: Frieden und Sicherheit auf internationaler Ebene
Die diplomatischen Anstrengungen, um Frieden und Gerechtigkeit herzustellen sowie zu sichern, müssen verstärkt werden. Man ist sich einig, dass die Zivilbevölkerung bei militärischen Konflikten geschützt werden muss. Menschen in humanitären Notlagen muss geholfen werden. Terrorismus in jeglicher Form wird verurteilt. Die nukleare Abrüstung muss weiter verfolgt werden. Auch werden die drohenden Gefahren von autonomen Waffensystemen und Künstlicher Intelligenz im militärischen Bereich angesprochen.

### Teil 3: Wissenschaft, Technologie und Innovation sowie digitale Zusammenarbeit
Wissenschaft, Technologie und Innovation haben das Potenzial, die Verwirklichung der Ziele der Vereinten Nationen in allen drei Säulen zu beschleunigen. Dies gilt auch für Entwicklungsländer, deren Potentiale dabei nicht vernachlässigt werden dürfen. Die Unterzeichner sind sich der Chancen und Risiken bewusst, die Wissenschaft,
Technologie und Innovation für den Schutz und die Verwirklichung der Menschenrechte mit sich bringen. Die Rolle der Vereinten Nationen bei der Förderung der internationalen Zusammenarbeit in Wissenschaft, Technologie und Innovation soll gestärkt werden.

### Teil 4: Jugend und künftige Generationen
Der Pakt betont, wie wichtig es ist, dass Kinder und Jugendlichen einen gleichberechtigten Zugang zu allen öffentlichen Einrichtungen haben, insbesondere zu Gesundheit, Bildung und sozialer Absicherung. Sie müssen frühzeitig in gesellschaftliche Prozesse sowohl auf nationaler als auch auf internationaler Ebene einbezogen werden.

### Teil 5: Umgestaltung der globalen, zwischenstaatlichen Institutionen
Die heutigen multilateralen Systeme wurden nach dem Zweiten Weltkrieg geschaffen und haben in den letzten 80 Jahren bemerkenswerte Erfolge erzielt. Aber sie müssen reformiert werden, um auch die Zukunft unserer internationalen Ordnung zu gewährleisten. Die Unterzeichner des Pakts sind sich einig, dass Maßnahmen erforderlich sind, um den Multilateralismus zu stärken, neu zu beleben und die internationale Zusammenarbeit zu vertiefen. Insbesondere ist eine Reform des Sicherheitsrats erforderlich, um ihn repräsentativer, integrativer, transparenter, effizienter, effektiver, demokratischer und rechenschaftspflichtiger zu machen. Das Abkommen hält außerdem eine Reform der internationalen Finanzarchitektur für notwendig, um das multilaterale System zu stärken, die nachhaltigen Entwicklungsziele zu erreichen und den Bedürfnissen der Entwicklungsländer gerecht zu werden. Der Weltraumvertrag von 1967 wird nochmals bestätigt und es wird vereinbart, dass die Erforschung und Nutzung des Weltraums für friedliche Zwecke und zum Wohle der gesamten Menschheit zu erfolgen hat. Ein Wettrüsten im All wird abgelehnt.

### Annex I: Globale Digitalisierungs-Übereinkunft
Digitale Technologien bieten große Vorteile für das Wohlergehen und den Fortschritt von Menschen und Gesellschaften sowie für unseren Planeten. Durch sie können die SDGs schneller erreicht werden. Dazu ist eine verstärkte internationale Zusammenarbeit erforderlich, um keine digitale Kluft zwischen und innerhalb von Ländern entstehen zu lassen. Unser Ziel ist eine integrative, offene, nachhaltige, faire, sichere und geschützte digitale Zukunft für alle und unter Beachtung der Menschenrechte. Desinformationen und Online-Verletzungen müssen bekämpfte werden. Es müssen Ansätze für eine verantwortungsvolle, gerechte und interoperable Datenverwaltung gefördert werden. Es bedarf einer internationalen Regulierung, um sicherzustellen, dass die Möglichkeiten der Künstlichen Intelligenz zum Wohle der Menschheit genutzt werden.

### Annex II: Erklärung zu zukünftigen Generationen
Die Teilnehmer haben den Pakt im Anhang II durch eine Erklärung zu künftigen Generationen ergänzt. Sie erkennen ihre Verpflichtungen an und leiten Schritte ein, um bei ihrem Handeln zukünftige Auswirkungen systematisch zu berücksichtigen, vorhersehbare Schäden zu vermeiden und die Interessen künftiger Generationen zu schützen.

## Abstimmung
Bei den Vorgesprächen hatten die Mitgliedsländern eine einstimmige Annahme des Abkommens vereinbart. Zur allgemeinen Überraschung verlangte am 22. September der Vertreter der Russischen Föderation kurzfristig eine Textergänzung, die eine Nicht-Einmischung der UN in nationale Zuständigkeiten zum Gegenstand hatte. Sie wurde auf Antrag Kongos als Sprecher der Afrikanischen Gruppe mit einer Mehrheit von 143 gegen sieben Stimmen bei 15 Enthaltungen und 28 nicht abstimmenden Ländern nicht behandelt. UN-Generalsekretär António Guterres sagte, der Pakt öffne Wege zu neuen Möglichkeiten und Chancen für Frieden und Sicherheit. Es handle sich um einen wichtigen Schritt, um die internationale Zusammenarbeit zu reformieren und die Welt vernetzter, gerechter und integrativer zu gestalten.

## Rezeption
Bundeskanzler Olaf Scholz bekräftigte anlässlich des Zukunftgipfels die Forderung nach einer Reform des UN Sicherheitsrats. Kritiker bemängelten, an Stelle der von Guterres beabsichtigten ehrgeizigen Reform-Agenda hätten sich die Mitgliedstaaten am Ende nur auf den kleinsten gemeinsamen Nenner einigen können. Dem widersprach Bundeskanzler Olaf Scholz: „Damit sind ganz sicher die Probleme der Welt nicht gelöst. Aber dass man sie gemeinsam anpacken will, das ist schon etwas, das bedeutend ist.“ Schließlich habe man in den letzten Wochen und Monaten immer mehr Stimmen gehört, die das Ende der multilateralen Zusammenarbeit vorhergesagt hätten. Heute sei ein Zeichen dagegen gesetzt worden. Der Pakt zeigt, es gibt eine kritische Masse für den Multilateralismus und für Zusammenarbeit, auch das sei nicht geringzuschätzen.
Kritische Stimmen wie die von Ekkehard Griep, Vorsitzender der Deutschen Gesellschaft für die Vereinten Nationen nennen etwa das Bekenntnis zum Schutz der Zivilisten für realitätsfern, „während wir etwa in der Ukraine und im Gazastreifen offensichtlich das Gegenteil erleben“. Griep fordert, dass es nicht bei Bekenntnissen und Gipfelfotos bleibt, sondern konkrete Beschlüsse getroffen werden. „Es bedarf eines Überwachungsmechanismus, zum Beispiel angesiedelt beim UN-Generalsekretär.“